# Jakljan
Jakljan je otok u Elafitskim otocima, kod Dubrovnika
Nalazi se zapadno od otoka Šipana, odnosno sjeverozapadno od Dubrovnika.
Na otoku se nalazi zapušteno dječje odmaralište. U neposrednoj blizini otoka 2003. godine pronađeno je nekoliko kamenih sarkofaga za koje se smatra da su prevoženi iz Bračkog kamenoloma u antičku Salonu. Dana 24. svibnja 2014. na Jakljanu je otkriveno spomen-obilježje dvjestočetrnaestorici hrvatskih i njemačkih vojnika koje su nakon kraja Drugog svjetskog rata 1945. godine strijeljali partizani. U uvali Veliki Jakljan bilo je najvažnije uporište Odreda naoružanih brodova korišteno pri probijanju neprijateljskog okruženja Dubrovnika tijekom Domovinskog rata.